# Кларидаде
«Кларидаде» (порт. Claridade, «свет») — литературный сборник, был создан в 1936 в городе Миндело, на острове Сан-Висенте (Кабо-Верде), в котором находился центр движения культурной, социальной и политической эмансипации общества островов Зелёного мыса. Его создателями были Мануэл Лопеш, Балтазар Лопеш да Силва (более известный под псевдонимом Освальдо Алкантара) и Жоржи Барбоза. Название было навеяно изданием Анри Барбюса «Кларте»
В период между 1936 и 1960 годами было выпущено десять выпусков журнала.